# Benoît Bastien
Benoît Bastien (ur. 17 kwietnia 1983 roku w Épinal) – francuski sędzia piłkarski.

## Kariera
W 2011 roku Bastien zadebiutował w Ligue 1, mając zaledwie 28 lat, co czyniło go jednym z najmłodszych sędziów w historii francuskiej ligi. W styczniu 2014 r. Benoît Bastien został mianowany sędzią międzynarodowym po tym jak międzynarodową karierę zakończył Laurent Duhamel. 17 lipca 2014 roku poprowadził pierwszy mecz w europejskich pucharach, a było to spotkanie II rundy kwalifikacji do Ligi Europy UEFA pomiędzy FC Luzern i St. Johnstone.
W maju 2015 r. otrzymał nominację do prowadzenia meczu finałowego Pucharu Ligi Francuskiej, w którym SC Bastia uległa Paris Saint-Germain 0-4. Dwa lata później otrzymał możliwość sędziowania kolejnego finału. Tym razem meczu finałowego setnej edycji Pucharu Francji między SCO Angers, a Paris Saint-Germain. 21 lipca 2015 roku po raz pierwszy poprowadził spotkanie w ramach eliminacji do Ligi Mistrzów. Był to mecz II rundy kwalifikacji pomiędzy Žalgirisem Wilno i Malmö FF.
W czerwcu 2017 roku UEFA powołała go do prowadzenia spotkań w trakcie rozgrywanych w Polsce Mistrzostw Europy w piłce nożnej U21. Na tym turnieju poprowadził także finałowe starcie. W tym samym roku 13 września po raz pierwszy sędziował spotkanie fazy grupowej Ligi Mistrzów pomiędzy Realem Madryt a APOELem Nikozja zakończony wynikiem 3-0.
1 czerwca 2018 roku Bastien awansował do grupy sędziów UEFA Elite. Oprócz niego w grupie tej znalazł się Clément Turpin, dzięki czemu po raz pierwszy od 2011 roku w grupie Elite znalazło się dwóch arbitrów z Francji. W roku 2019 został powołany przez FIFA na turniej Mistrzostw Świata U-20.